# Yo quiero ver un tren
«Yo quiero ver un tren» es una canción compuesta por el músico argentino Luis Alberto Spinetta que se encuentra en su quinto álbum solista Mondo di cromo, de 1983. En el tema, Spinetta toca la guitarra y canta, acompañado por David Lebón (guitarra solista, bajo, tumbadoras y coros) y Pomo Lorenzo (batería). El tema fue estrenado el 14 de agosto de 1982, al participar como músico invitado en el primer recital de David Lebón en el Teatro Coliseo.
La canción fue interpretada por Spinetta en el concierto unplugged de la cadena MTV, registrado en el disco Estrelicia MTV Unplugged (1997), donde realiza una versión algo más extendida (4:59) con Spinetta y los Socios del Desierto, banda que integró con Daniel Wirtz (batería) y Marcelo Torres, que en esa ocasión estuvieron acompañados por el Mono Fontana (teclados) y Nico Cota (percusión).

## El tema

### La letra
La letra de la canción se encuentra en primera persona y trata de un sobreviviente de un holocausto nuclear futuro ("La neutrónica ya explotó y muy pocos pudimos zafar, ¡ahora el mundo no tiene ni agua!") que en medio de su desesperación, caminando por las vías abandonadas ("vías muertas de un expreso que quedó en el pasado"), pide ver un tren ("¡yo quiero ver un tren!").
El tema expresa la preocupación de Spinetta por las tensiones que enfrentaba el mundo en ese momento, sobre todo el riesgo del holocausto nuclear que generaba la alta conflictividad a la que había llegado la Guerra Fría. De ese mismo año data la película El día después (The day after), dirigida por Nicholas Meyer, que se convirtió en un éxito mundial, donde un grupo de pobladores de Kansas intenta desesperadamente sobrevivir al horror de la guerra nuclear. La canción toma también la cuestión de la tensión entre futuro y pasado, que fue uno de los motivos temáticos centrales del álbum Mondo di cromo, relacionado con el hecho de que Argentina estaba a punto de iniciar, con la recuperación inminente de la democracia, una nueva era con sus esperanzas, pero también sus dificultades y peligros.
Para el recital unplugged de MTV (llamado Estrelicia), Spinetta incluyó "Yo quiero ver un tren" como anteúltimo tema. En esta versión Luis Alberto cambia letra y precisa más la historia a la que alude la canción. Antes de comenzar el tema, el Flaco explica lo siguiente:

Vamos a hacer yo quiero ver un tren. Ustedes saben que es un tema que se sitúa en el futuro y habla de que estalló una guerra, con unas bombas neutrónicas que arrasaron todas las ciudades. Entonces, obviamente, ver un tren es como ir al Louvre, más o menos, porque no quedó nada. Se supone que por ahí con la radiación y eso, la lluvia ácida, el efecto invernadero, los fasos que me fumé yo y todo... La locomotora resistió, quiérase o no... Y entonces quizás en el futuro quede así enterrada una locomotora y alguien la quiera ver, tenga la necesidad de verla, como si fuera prácticamente la estatua de una virgen.

Adicionalmente, durante la canción, Spinetta incluye un recitado con el siguiente texto:

Antes una estatuilla del siglo IV era una pieza invalorable para todos los museos, todos los bancos, las tenían guardada porque valía una bola de mosca. ¿Y que era? Era un jarrón, no servía para nada. Estaba en el Louvre. Desapareció el Louvre. Desapareció todo. Explotaron las bombas. No quedó nada, Quizás hemos sobrevivido... Una locomotora es la fucking Gioconda… Yeah!

En una nota de análisis del tema, el profesor Pablo Vázquez de la Escuela Musimedios de Rosario y organizador del proyecto Tu tiempo es hoy de homenaje a Spinetta, dice lo siguiente:

Este mundo futurista se parece cada vez más al nuestro. ¿Qué puede decirme a mí La Gioconda cuando me falta agua y me sobra soledad? Esa sonrisa antes enigmática sería ahora una burla de los muertos hacia nosotros, los muertos-vivos. ¡Pero miren! En medio de las ruinas hay un nostálgico buscando un tren, queriendo ver cómo era ese dinosaurio oxidado que, con suerte, guarda todavía en su cuerpo algo parecido a la felicidad o la compañía. Podríamos imaginar que por fin lo encuentra bajo los escombros. Lo que quedó de un tren. Su corazón se estrujaría y le gustaría acordarse de cómo era llorar de alegría. Pero no. La última esperanza de los últimos hombres es la de morir abrazados a sus fantasmas.
Pablo Vázquez

### La música
La música de la canción crea un clima misterioso e intenso. En la versión original de Mondo di cromo, Spinetta toca la guitarra y canta, y está acompañado por David Lebón (guitarra solista, bajo, tumbadoras y coros) y Pomo Lorenzo (batería). En esta versión se destaca el solo de guitarra que hace David Lebón.
En la versión unplugged interpretada en Estrelicia MTV Unplugged, a Spinetta y Los Socios del Desierto (Spinetta, Daniel Wirzt y Marcelo Torres), se suman el Mono Fontana en teclados y Nico Cota en percusión. Spinetta toca con una guitarra electroacústica y Torres con el bajo electroacústico. El Mono Fontana toca con un piano Rhodes y realiza el solo promediando el tema.